# Malakichthyidae
Die Malakichthyidae sind eine Fischfamilie aus der Gruppe der Barschverwandten (Percomorphaceae). Sie leben im Atlantik, im Pazifik und im Indischen Ozean in Tiefen von mehreren hundert Metern.

## Merkmale
Die Fische werden 10 bis 50 Zentimeter lang. Sie besitzen zwei Rückenflossen, die von zehn Hartstrahlen und neun bis elf Weichstrahlen gestützt werden. Die Afterflosse hat drei Hart- und sieben bis neun Weichstrahlen. Alle Arten der Malakichthyidae besitzen 25 Wirbel und sieben Branchiostegalstrahlen.

## Systematik
Zur Familie Malakichthyidae gehören 15 Arten aus drei Gattungen. Alle bis auf Hemilutjanus macrophthalmos wurden bis Oktober 2018 den Acropomatidae zugerechnet. Diese Fischfamilie war in der früheren Zusammensetzung jedoch nicht monophyletisch, sondern bestand aus drei Kladen mit unterschiedlicher Stellung im phylogenetischen Baum. So bildet Acropoma, die Typusgattung der Familie Acropomatidae, zusammen mit Doederleinia die Schwestergruppe der Scombropidae, während die Gattungen Malakichthys, Neoscombrops und ihre Verwandten die Schwestergruppe der Wrackbarsche (Polyprionidae) sind. Um wieder zu monophyletischen Familien zu kommen, wurden zwei neue Familien eingeführt. Für Malakichthys und ihren nahen Verwandten stand der Name Malakichthyidae zur Verfügung, der im Jahr 1910 durch den US-amerikanischen Ichthyologen David Starr Jordan und seinen Kollegen Richardson als Unterfamilie (Malakichthyinae) Sägebarsche (Serranidae) eingeführt wurde und damals nur Malakichthys umfasste. Die Malakichthyidae können anhand ihrer Flossenformel von den Acropomatidae unterschieden werden.
- Gattung Malakichthys
  - Malakichthys barbatus Yamanoue & Yoseda, 2001
  - Malakichthys elegans Matsubara & Yamaguti, 1943
  - Malakichthys griseus Döderlein, 1883
  - Malakichthys levis Yamanoue & Matsuura, 2002
  - Malakichthys mochizuki Yamanoue & Matsuura, 2001
  - Malakichthys similis Yamanoue & Matsuura, 2004
  - Malakichthys wakiyae Jordan & Hubbs, 1925
- Gattung Hemilutjanus
  - Hemilutjanus macrophthalmos (Tschudi, 1846)[6]
- Gattung Verilus[7] Verilus sordidus
  - Verilus anomalus (Ogilby, 1896)

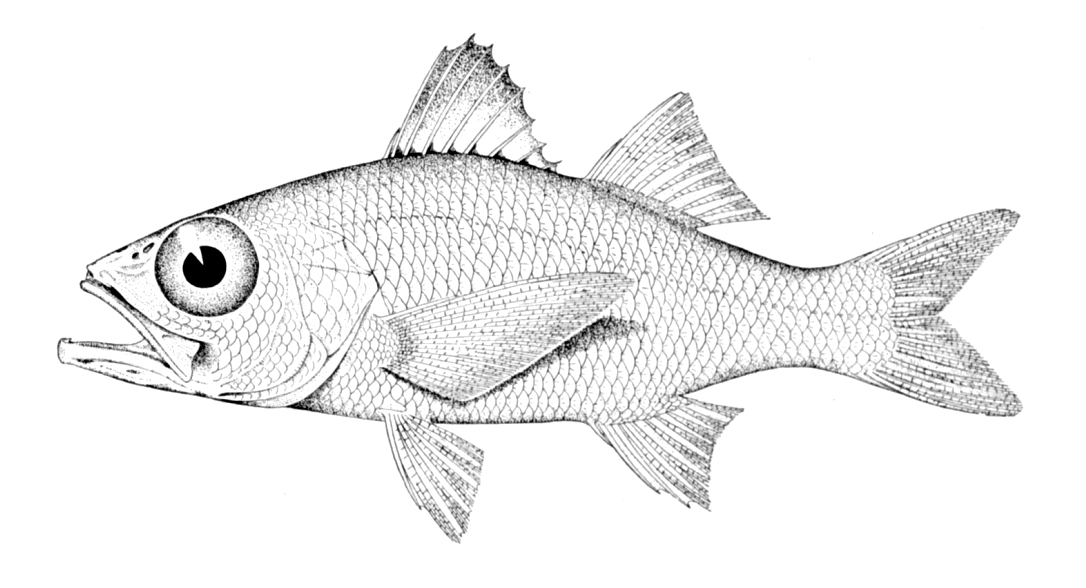
Verilus sordidus

  - Verilus atlanticus (Mochizuki & Sano, 1984)
  - Verilus cynodon (Regan, 1921)
  - Verilus pacificus (Mochizuki, 1979)
  - Verilus pseudomicrolepis (Schultz, 1940)
  - Verilus sordidus Poey, 1860
  - Verilus starnesi Yamanoue, 2016